# О’Нилл, Барри Джеймс
Барри Джеймс О'Нилл (род. 20 декабря 1987, Глазго, Шотландия) — шотландский певец, композитор, автор песен. Барри Джеймс начал писать песни, когда ему исполнилось 20 лет. В 2009 году создал собственную музыкальную группу Kassidy и стал её солистом. 1 февраля 2014 О'Нилл покинул группу и переехал в Лос-Анджелес, взяв псевдоним Nightmare Boy. В его дискографию входят два мини-альбома и один студийный альбом. 

## Биография и карьера
Барри Джеймс О'Нилл родился 20 декабря 1987 года в городе Глазго, Шотландия. Барри Джеймс начал писать песни, когда ему исполнилось 20 лет. С конца 2009 по 2014 год был солистом шотландской фолк-рок группы Kassidy.  На момент своего пребывания в Лос-Анджелесе в 2013 году, О'Нилл работал с различными исполнителями. Он записал кавер-версию на песню «Summer Wine» с известной американской певицей Ланой Дель Рей. В оригинале песню исполняют Нэнси Синатра и Ли Хезлвуд.
Дебютный сингл О'Нилла, «Mary» был выпущен 17 февраля 2014 года и получил смешанные отзывы критиков. 8 мая 2014 года, Барри Джеймс заявил о планах выпуска собственного короткометражного фильма, который получил название «SCUMBaG». Съемки фильма проходили с конца 2013 года по начало 2014, а режиссёром стал Джо Рубалькаба. Премьера короткометражного фильма состоялась 8 мая 2015 года. 24 марта 2015 года в iTunes Store был издан его первый мини-альбом Hate под псевдонимом Nightmare Boy. Сборник состоит всего из четырёх песен. В том же месяце О'Нилл заявил, что над первым студийным альбомом будет работать продюсер Crada. 25 июня 2015 года, Барри Джеймс О'Нилл написал в аккаунте Twitter, что его первый студийный альбом «Cold Coffee» будет выпущен в 2016 году, а продюсером альбома станет Роб Шафун.
Первый студийный альбом Барри Джеймса О'Нилла «Cold Coffee» был выпущен 8 апреля 2016 года в iTunes Store лейблом Vertigo Records. Песня «Angel Tears» была выпущена в качестве сингла 11 марта 2016 года. Сингл получил смешанные отзывы, хотя многие критики хвалили вокал О'Нилла. Созданное Джоном Рубалькабом лирическое видео на песню, было выпущено во всем мире на YouTube 11 марта того же года.

## Личная жизнь
С 2012 года по июль 2014 года, Барри Джеймс О'Нилл встречался с известной американской певицей Ланой Дель Рей. Их последней совместной работой стало создание пластинки Ланы Ultraviolence. Они встречались до июля 2014 года, после чего расстались по просьбе Ланы, так как она сама говорила, что он ей как «брат-близнец», и они были очень похожи. Именно Барри Джеймс натолкнул Лану на создание песни «Cola». Но Лана и Барри Джеймс остались хорошими друзьями.

## Дискография

### Студийные альбомы
| Название    | Детали                                               |
| ----------- | ---------------------------------------------------- |
| Cold Coffee | - Релиз: 8 апреля 2016 - Лейбл: Vertigo - Формат: ЦД |

### Мини-альбомы
| Название        | Детали                                                       |
| --------------- | ------------------------------------------------------------ |
| Mary / Par^noid | - Релиз: 17 февраля 2014 - Лейбл: Bigger Splash - Формат: ЦД |
| Hate            | - Релиз: 24 марта 2015 - Лейбл: Acid Bird - Формат: ЦД       |